# Козлова, Полина Фёдоровна
Полина Фёдоровна Козлова (8 марта 1926 — март 2014) — передовик советского сельского хозяйства, свинарка совхоза «Сож» Чечерского района Гомельской области, Герой Социалистического Труда (1966).

## Биография
Родилась в 1926 году в деревне Сидоровичи, Чечерского района Гомельской области в многодетной белорусской крестьянской семье. Ещё подростком девочка наравне со взрослыми трудилась в сельском хозяйстве. С августа 1941 года по октябрь 1943 годы находилась на оккупированной немецко-фашистскими войсками территории. Брат Ефим погиб на фронте, а отец и брат Пётр дошли до Победы.
В 1943 году после освобождения территории Гомельской области, Полина, подростком стала работать в колхозе «Чирвоный костричник». Участвовала в восстановлении разрушенного войной хозяйства. После того как начала работать животноводческая ферма, трудоустроилась телятницей. В 1950 году колхоз был присоединён к колхозу имени Жданова. Через три года Козлова была переведена на свиноферму — досматривать свиноматок. Ей поручили работать с 15-20 животными. Вся работа выполнялась вручную. С первых дней трудовой деятельности свинаркой проявила себя ответственным сотрудником, изучала передовой опыт других специалистов, старалась и проявляла себя.
В последний год седьмой пятилетки получила от каждой из 30 свиноматок по 22 поросёнка. Полностью сохранила приплод. Это был рекордный результат для района.
«За достигнутые успехи в развитии животноводства, увеличении производства и заготовок мяса, молока, яиц, шерсти и другой продукции», указом Президиума Верховного Совета СССР от 22 марта 1966 года Полине Фёдоровне Козловой было присвоено звание Героя Социалистического Труда с вручением ордена Ленина и медали «Серп и Молот».
Продолжала и дальше трудиться в сельском хозяйстве, оставалась в передовиках производства, была уважаема среди работников колхоза. В 1972 году ей доверили возглавить свиноводческую ферму. В дальнейшем показывала стабильно высокие результаты в развитии свиноводства в Белоруссии.
Избиралась депутатом Верховного Совета Белорусской ССР 8-го созыва, была депутатом сельского Совета.
Проживала в родной деревне. Умерла в марте 2014 года.

## Награды
За трудовые успехи была удостоена:
- золотая звезда «Серп и Молот» (22.03.1966);
- орден Ленина (22.03.1966);
- Орден Октябрьской Революции (08.04.1971);
- другие медали.